# Max Hansen

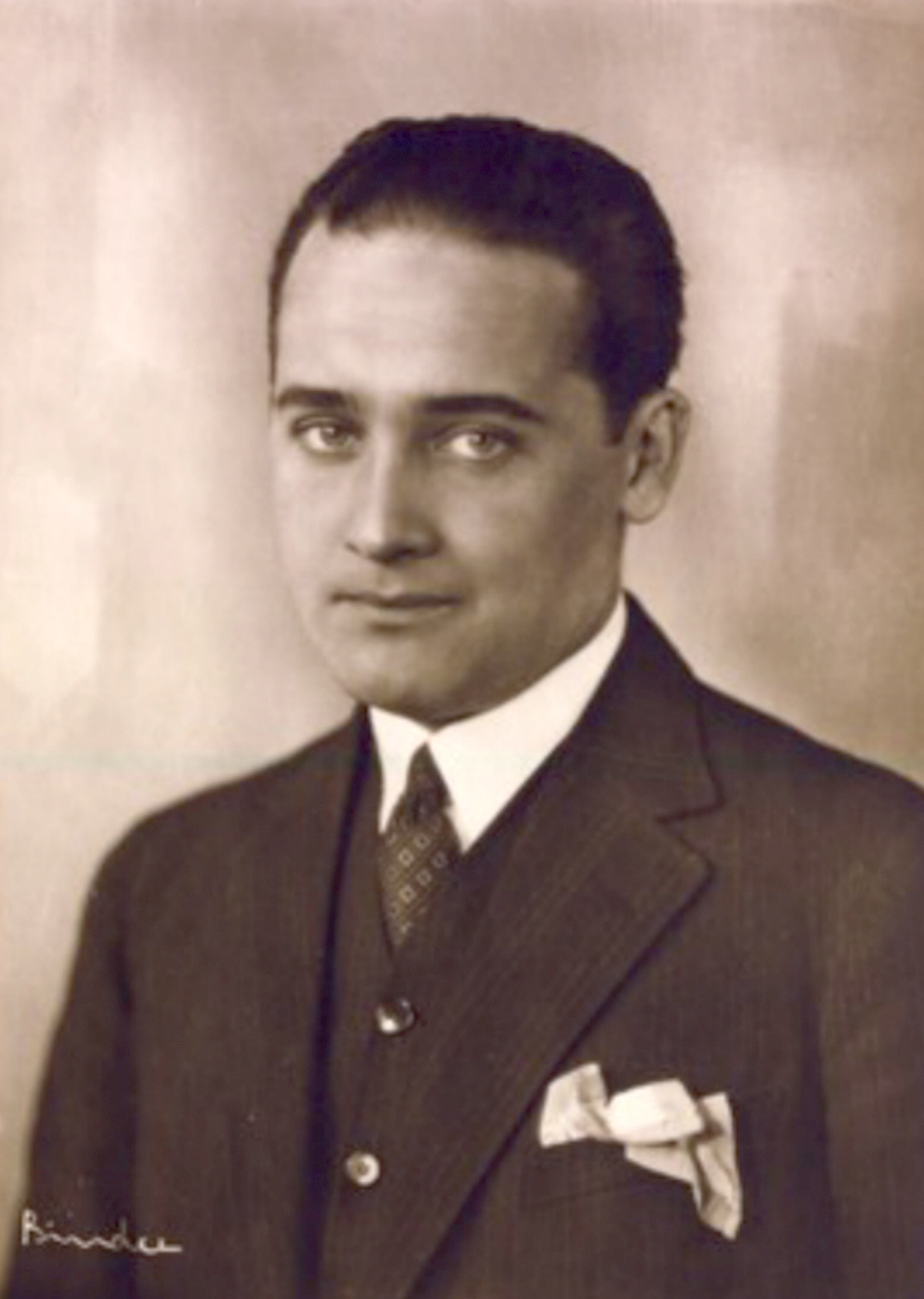
Max Hansen, 1929.

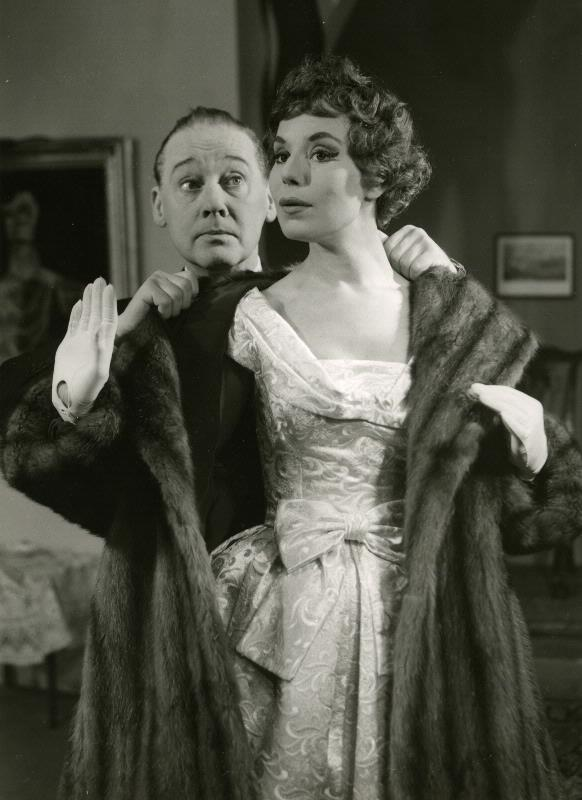
Max Hansen och Sif Sterner i Levande ljus på Helsingborgs stadsteater 1959.

Max Josef Hansen, född 22 december 1897 i Mannheim, död 12 november 1961 i Köpenhamn, var en tysk-dansk skådespelare, sångare, kompositör och manusförfattare. 
Hansen, som var en stor stjärna i Tyskland redan på 1920-talet, räknas som en av Danmarks populäraste sångare och skådespelare. Han gästspelade som Menelaos i Kungliga Teaterns uppsättning av operetten Sköna Helena mot Hjördis Schymberg i huvudrollen 1944 och drog fulla hus; stycket gavs 165 gånger.
Max Hansen var utomäktenskaplig son till en dansk aktris, Eva Haller (född Hansen), och en svensk officer, Per Vilhelm Fredrik Schürer von Waldheim. Hansen föddes i Mannheim i Tyskland och växte upp i en fosterfamilj i München.
Han utnämndes 1943 till Riddare av Vasaorden, 1. klass .

## Filmografi i urval

### Roller
- 1930 – Gaukler
- 1936 – Skeppsbrutne Max
- 1936 – Rendezvous im Paradies
- 1941 – Tror du jeg er født i gaar
- 1941 – Wienerbarnet
- 1943 – En flicka för mej
- 1944 – Gröna hissen
- 1945 – En förtjusande fröken
- 1945 – Trötte Teodor
- 1946 – Bröder emellan
- 1947 – Bröllopsnatten
- 1951 – Sköna Helena

### Filmmanus
- 1943 – Lille Napoleon

### Filmmusik
- 1945 – Trötte Teodor
- 1947 – Ingen väg tillbaka
- 1952 – Åke klarar biffen

## Teater

### Roller (ej komplett)
| År   | Roll           | Produktion                                                                  | Regi            | Teater                   |
| ---- | -------------- | --------------------------------------------------------------------------- | --------------- | ------------------------ |
| 1935 | Paul Normann   | En förtjusande fröken Ralph Benatzky                                        | Gösta Ekman     | Vasateatern              |
| 1937 | Axel           | Axel i sjunde himlen Paul Morgan, Hans Schütz och Ralph Benatzky            | Max Hansen      | Vasateatern              |
| 1938 | Gaston         | Kvällen är min Robert Katscher                                              | Max Hansen      | Vasateatern              |
| 1942 | Peter Schmidt  | Lille Napoleon Paul Sarauw                                                  | Max Hansen      | Vasateatern              |
| 1943 | Celestin       | Fröken Nitouche Hervé, Henri Meilhac och Albert Millaud                     | Max Hansen      | Vasateatern              |
| 1944 | Menelaus       | Sköna Helena Jacques Offenbach, Henri Meilhac och Ludovic Halévy            |                 | Kungliga Operan          |
| 1945 | Paul Normann   | En förtjusande fröken Ralph Benatzky                                        | Max Hansen      | Vasateatern              |
| 1948 | Billy          | Gröna hissen Avery Hopwood                                                  | Max Hansen      | Vasateatern              |
| 1948 | Leopold        | Vita hästen Hans Müller och Ralph Benatzky                                  | Max Hansen      | Oscarsteatern            |
| 1949 | Elwood P. Dowd | Harvey Mary Chase                                                           | Martha Lundholm | Vasateatern              |
| 1953 | Medverkande    | Vår lilla värld, revy Arvid Müller och Børge Müller                         | Stig Lommer     | Folkan                   |
| 1953 | Medverkande    | Grattis, grattis, revy                                                      | Egon Larsson    | Folkan                   |
| 1958 | Gaston         | Levande ljus Siegfried Geyer, Robert Katscher och Karl Farkas               | Olof Thunberg   | Intiman                  |
| 1959 | Gaston         | Levande ljus Siegfried Geyer, Robert Katscher och Karl Farkas               | Åke Engfeldt    | Helsingborgs stadsteater |
| 1960 | Célestin       | Lilla helgonet (Mam'zelle Nitouche) Hervé, Henri Meilhac och Albert Millaud | Frank Sundström | Helsingborgs stadsteater |
| 1961 | William        | Alltsedan Adam och Eva Poul Sørensen och Erik Fiehn                         | Gunnar Ekström  | Folkteatern, Göteborg    |
| 1961 | William        | Alltsedan Adam och Eva Poul Sørensen och Erik Fiehn                         | Egon Larsson    | Scalateatern             |

### Regi (urval)
| År   | Produktion                                                       | Teater        |
| ---- | ---------------------------------------------------------------- | ------------- |
| 1935 | Vita hästen Hans Müller och Ralph Benatzky                       | Oscarsteatern |
| 1936 | Zigenarprimas Julius Wilhelm, Fritz Grünbaum och Emmerich Kálmán | Oscarsteatern |
| 1937 | Axel i sjunde himlen Paul Morgan, Hans Schütz och Ralph Benatzky | Vasateatern   |
| 1938 | Kvällen är min Robert Katscher                                   | Vasateatern   |
| 1942 | Lille Napoleon Paul Sarauw                                       | Vasateatern   |
| 1943 | Fröken Nitouche Hervé, Henri Meilhac och Albert Millaud          | Vasateatern   |
| 1945 | En förtjusande fröken Ralph Benatzky                             | Vasateatern   |
| 1948 | Gröna hissen Avery Hopwood                                       | Vasateatern   |
| 1948 | Vita hästen Hans Müller och Ralph Benatzky                       | Oscarsteatern |